# Weneg (ägyptische Mythologie)
Weneg (auch Uneg) war ein Himmels- und Totengott der altägyptischen Religion. In seiner Funktion als „kosmologischer Wächter“ bewahrt Weneg die Erde und deren Bewohner vor der Niederkunft des Chaos.

## Belege
Die frühesten Erwähnungen von Weneg als Gottheit finden sich in den Pyramidentexten (PT) der Könige Teti II., Pepi I., der Königin Neith und des Königs Merenre, wo er beispielsweise als Totengott bezeugt ist und als verstorbener König mit Sohn des Re bezeichnet wird. Dort wird zunächst um eine sichere Überfahrt in der Himmelsbarke des Rê für den verstorbenen König gebeten und auf Weneg verwiesen:

„PT 363; Kolumne 607c – d:

Rê kommt, setze den König über zur anderen Seite,

so wie du deinen Begleiter, die Weneg-Pflanze, übersetzst,

die du so liebst!“

Dagegen wird der König in PT 476 direkt mit dem Gott Weneg gleichgesetzt:

„PT 476; Kolumne 952a – d:

Du Hüter des Weges des Königs, der das große Tor ist,

rechtfertige den König vor den zwei großen und mächtigen Göttern,

der König ist schließlich die Weneg-Pflanze, der Sohn des Rê,

welcher den Himmel überquert, welcher die Erde lenkt,

und welcher über die Götter richtet.“

Ansonsten ist die Gottheit Weneg in der Geschichte Ägyptens kaum belegt, er wird nur noch in den Pyramidentexten der 6. Dynastie erwähnt, wo er als Erscheinungsform des Luftgottes Schu auftritt. Der Name „Weneg“ als solcher ist ansonsten nur noch für einen umstrittenen Herrscher der 2. Dynastie belegt: Weneg.